# Beden
Beden (en bulgare : Беден) est un village de Bulgarie méridionale situé dans l’obština de Devin, oblast de Smoljan.

## Géographie
Beden est situé dans la partie centrale du massif des Rhodopes, à 14 kilomètres au sud-est de la ville de Devin et à 40 kilomètres du chef-lieu de l’oblast, Smoljan. Le village se trouve à quelques kilomètres de la rive droite de la rivière de Široka Lăka (en bulgare  Широколъшка река, translittération internationale Širokalăška reka), affluent de la Văča, elle-même affluent de la Marica.

## Histoire
Beden est un village bulgare ancien, installé sur le lieu d’une implantation thrace avant la conquête ottomane et l’islamisation des Rhodopes. Selon les traditions orales, le village a été fondé près du lieu-dit Dolnja Ravnja, et ses habitants étaient à l’origine appelés « bednjacite » (les pauvres). D’autres étymologies populaires font remonter le nom du village de l’adjectif « nabeden » (accusé, soupçonné), qui ferait ainsi référence à un procès avec un village voisin. L’hypothèse la plus probable est cependant que le nom du village dérive de celui de la forteresse byzantine de Beadnos ou Beadnost, construite probablement au début du XIVe siècle, dont les ruines se trouvent à 2 kilomètres environ au nord du village. L’empereur byzantin Jean VI Cantacuzène raconte dans ses mémoires que pendant la guerre civile de 1314-1347, son adversaire Alexis Apokaukos allié à l’impératrice Anne de Savoie demanda l’aide du tsar bulgare Ivan Alexandre. En effet, en 1344, Jean Cantacuzène, alors prétendant au trône contre Alexis Apokaukos, régent du jeune Jean V Paléologue, s’était emparé de la partie occidentale des Rhodopes. Alexis Apokaukos céda ainsi au souverain bulgare dix forteresses des Rhodopes, dont Cepina et Beadnos.
Le village est mentionné pour la première fois dans le registre ottoman de l’année 1576 sous le nom de Bedjan. Dans un document de l’administration du grand mufti de Constantinople inventoriant le produit du waqf en Bulgarie du XVIe siècle à l’année 1920, le village est également mentionné sous le nom de Beden.
En 1959, des fouilles archéologiques ont mis au jour une nécropole médiévale datant des XIe et XIIe siècles, ainsi que, près du territoire du village, les restes d’un sanctuaire antique dédié au héros thrace, une nécropole du IVe siècle et les vestiges d’un monastère détruit au XVIIe siècle.
Pendant la domination ottomane, Beden est un gros bourg prospère, administrativement rattaché à la kaaza de Tatar Pazarcιk (en bulgare Татарпазарджик, aujourd’hui Pazardžik). De 1878 à 1886, Beden fit partie de la république séparatiste pomaque de Tămrăš. À la suite de la convention bulgaro-ottomane de 1886 qui suivit le rattachement à la principauté de Bulgarie de la Roumélie orientale, le village resta sous administration ottomane. Il fut rattaché à la Bulgarie en vertu du traité de Bucarest de 1913. Selon le philologue et historien Ljubomir Miletič, en 1912, la population de Beden était essentiellement composée de Pomaks.

## Religions
Beden est un village biconfessionnel : une partie des habitants est de tradition chrétienne orthodoxe, l’autre partie, composée de Pomaks, est de tradition musulmane sunnite.